# Madona v růžové zahradě (Schongauer)
Madona v růžové zahradě (francouzsky La Vierge au buisson de roses) je monumentální deskový obraz z roku 1473 od německého umělce Martina Schongauera, zobrazující Pannu Marii s děckem obklopenou růžemi a pěnkavami v hortus conclusus. Obraz byl namalován pro kostel sv. Martina v alsaském Colmaru, ale dnes je uložen v nedalekém kostele bývalého dominikánského kláštera, postaveném v gotickém slohu ve 13. a 14. století.
Madona z Růžového altánu byla namalována v roce 1473 jako hlavní oltářní obraz kostela svatého Martina, největší křesťanské svatyně v Colmaru. V lednu 1972 byl obraz ukraden, a poté, co byl v červnu 1973 znovu nalezen, byl přemístěn na své současné místo, na kůr bývalého dominikánského kostela. V roce 1480 Schongauer a jeho pomocníci také namalovali pro dominikánský kostel monumentální polyptych Retable des Dominicains, který se dochoval jen částečně a dnes je uložen v Muzeu Unterlinden.
Téma a celková kompozice představují podobnosti s dřívější a mnohem menší Madonou z růžové besídky Stefana Lochnera, zatímco vzhled Panny Marie je modelován podle Oltáře svatého Kolumba Rogiera van der Weydena; kromě toho, že je Schongauerova Panna v nadživotní velikosti a oděná do červené místo do modré, má však výrazně odlišný výraz obličeje než van der Weydenova madona. Současný pseudogotický rám obrazu je dílem sochaře Jacquese Alfreda Klema (1872–1948).
Malá kopie Schongauerova obrazu ze 16. století, která je dnes uložena v Muzeu Isabelly Stewartové Gardnerové v Bostonu, ukazuje původní stav Madony z růžové zahrady předtím, než byla neznámo kdy ze všech stran oříznuta. Původně obraz měřil asi 250 x 165 cm o – pro srovnání Lochnerův obraz měří 50 x 40 cm.